# Коппен Яргес
Коппен Яргес (з.-фриз. Koppen Jarges, нидерл. Coppen Jarges; неизвестно — 26 сентября 1420, Ставерен) — фризско-гронингенский хофтлинг (вождь). Он был бургомистром города Гронинген в течение нескольких периодов. Во время Великой фризской войны он был лидером партии схирингеров.

## Биография

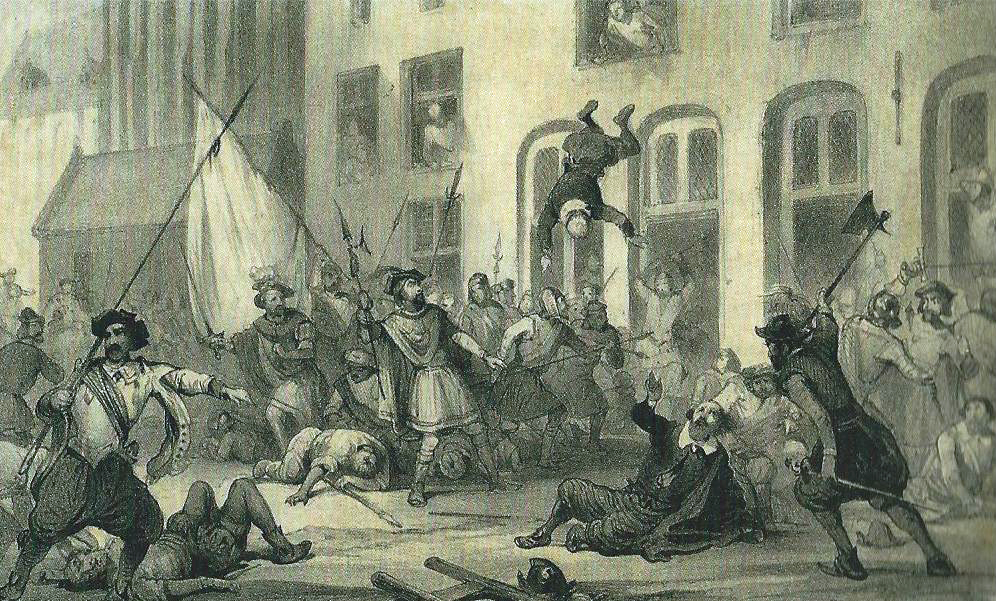
Гравюра XIX века с изображением народного бунта 1413 года в Гронингене, когда Коппен Яргес захватил власть.

В 1413 году в Восточной Фризии разразилась ожесточённая междоусобная война между пробстом Эмдена Хиско Абденой и аристократом Кено II том Броком. В октябре Абдена бежал в Гронинген, где городские власти отказали ему в убежище. На городском совете Гронингена фризский иммигрант Коппен Яргес был решительно поддержан схирингерами. Он и его сторонники не согласились с тем, как идут дела, и одобрили помощь Эмдену, которую феткоперы отвергли. Возник спор между двумя фракциями, который привел к бунту, в ходе которого были убиты бургомистр Ренгерс и другие советники. Многие влиятельные феткоперы со всего города бежали, а затем присоединились к Кено.
Во главе городского ополчения схирингеров Коппен затем разорил Оммеланды, захватил церковные сокровища и разграбил укрепления хофтлингов-феткоперов. Затем он уничтожил замки Рейдерланда, чтобы вынудить Кено II том Брока вернуться, когда он переправился с флотом через Эмс возле Фармсюма. 14 сентября 1415 года Гронинген попал в руки Кено, и Коппену пришлось бежать.
Коппен бежал в Вестлауверскую Фрисландию, где он искал поддержки у дворянства схирингеров. Когда в 1417 году вооруженные силы схирингеров вторглись в Оммеланды для противодействия союзникам, Коппен был одним из лидеров. Эта армия должна была вернуть город Гронинген обратно в руки схирингеров. Однако в битве при Оксвердерзейле схирингеры потерпели поражение от опытного полководца Фокко Укены, который руководил армией союзников. Коппен снова сбежал в Вестлауверскую Фрисландию, где несколько лет спустя был убит в Ставерене. Его потомки позже вернулись в Гронинген.